# Argenthal
Argenthal là một xã thuộc huyện Rhein-Hunsrück bang Rheinland-Pfalz, phía tây nước Đức. Xã Argenthal có diện tích 28,52 km², dân số thời điểm ngày 31 tháng 12 năm 2006 là 1638 người.